# Palacios del Arzobispo
Palacios del Arzobispo ist eine kleine westspanische Gemeinde (municipio) in der Provinz Salamanca in der Autonomen Gemeinschaft Kastilien-León. 2024 hatte die Gemeinde 151 Einwohner. 

## Geographie
Palacios del Arzobispo befindet sich etwa 31 Kilometer nordnordwestlich vom Stadtzentrum der Provinzhauptstadt Salamanca in einer Höhe von 825 m. 

## Bevölkerungsentwicklung
| Jahr      | 1900 | 1920 | 1950 | 1970 | 1981 | 1991 | 2001 | 2011 | 2021 |
| Einwohner | 646  | 504  | 411  | 287  | 271  | 280  | 225  | 181  | 175  |

## Sehenswürdigkeiten
- Johannes-der-Täufer-Kirche (Iglesia de San Juan Bautista)

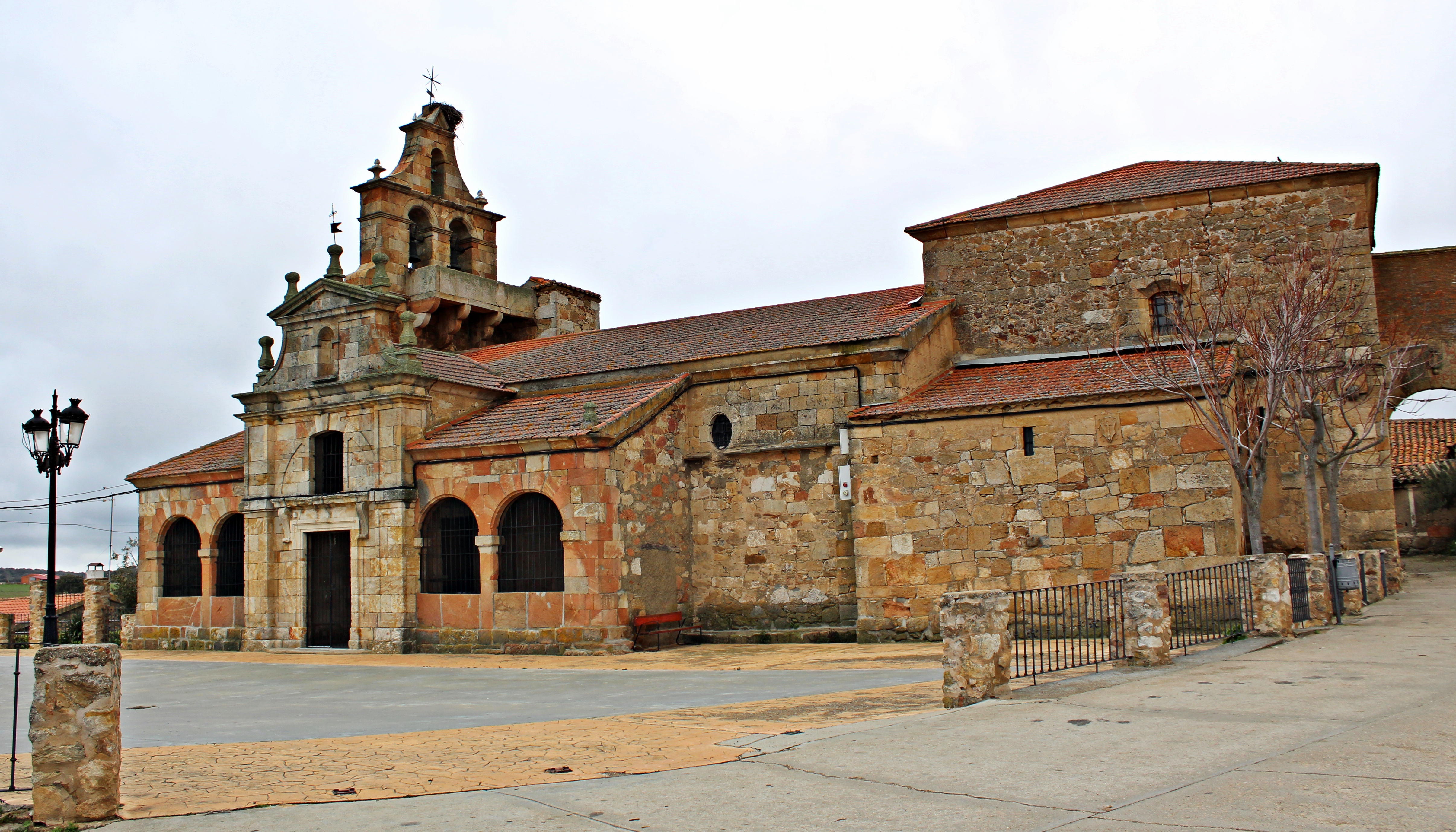
Johannes-der-Täufer-Kirche
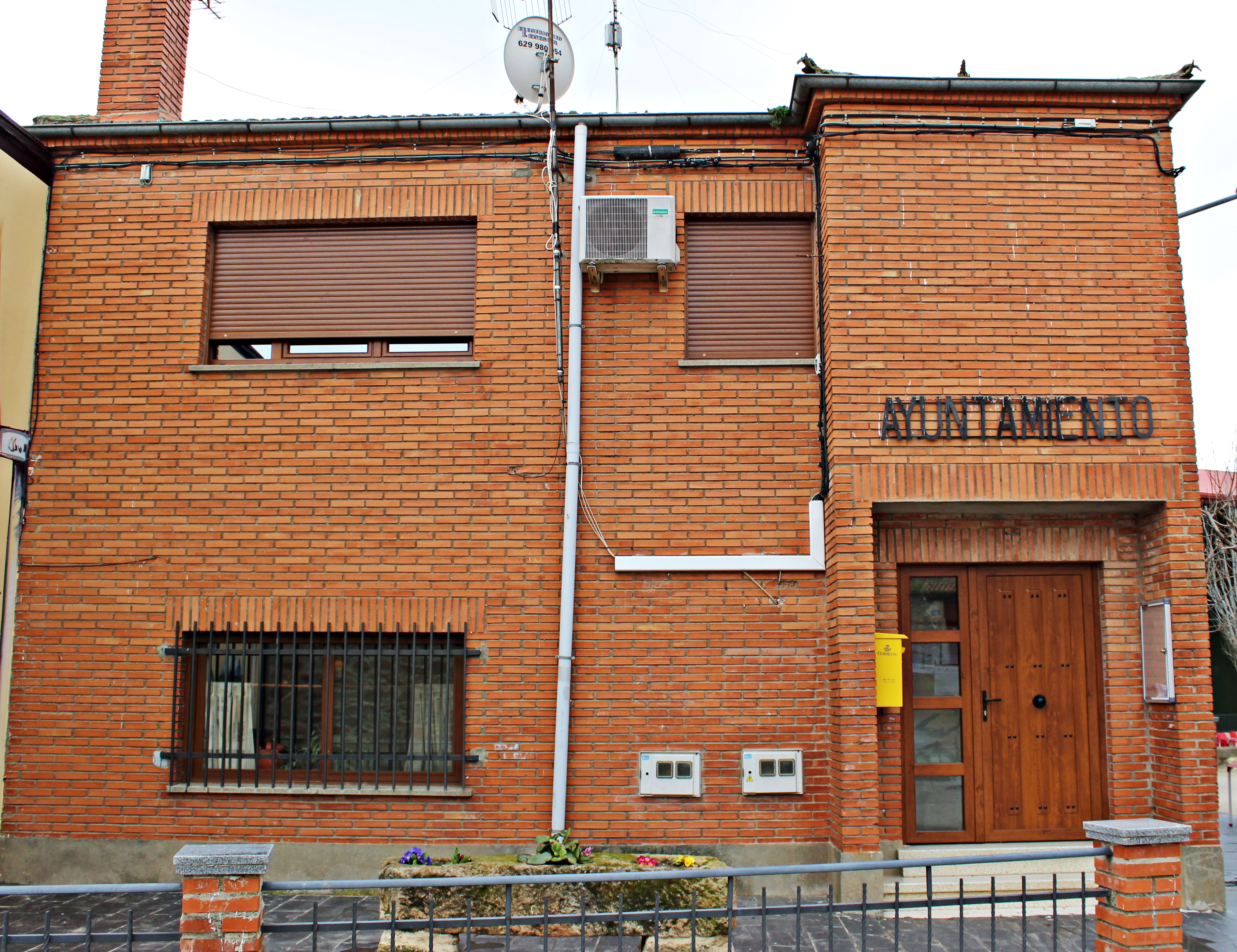
Rathaus